# Bæjafjall
Bæjafjall är ett berg i republiken Island. Det ligger i regionen Västfjordarna, 220 km norr om huvudstaden Reykjavík. Toppen på Bæjafjall är 506 meter över havet.
Trakten runt Bæjafjall är nära nog obefolkad, med mindre än två invånare per kvadratkilometer. Det finns inga samhällen i närheten. Trakten runt Bæjafjall består i huvudsak av gräsmarker.